# Ségolène Royalová
Ségolène Royalová, nepřechýleně Ségolène Royal (* 22. září 1953, Dakar, Senegal) je francouzská politička, členka Socialistické strany, úřadující ministryně pro životní prostředí a energetiku ve vládě premiéra Bernarda Cazeneuve. Byla první ženou, která postoupila do druhého kola francouzských prezidentských voleb v roce 2007, ve kterém však zvítězil Nicolas Sarkozy.

## Život
Ségolène Royalová je dcera důstojníka francouzské koloniální posádky v Senegalu. Její původní křestní jméno znělo Marie-Ségolène. Vyrůstala v přísně katolické rodině. Dostalo se jí vzdělání na Pařížském institutu politických věd (Institut d’études politiques de Paris - IEP), známém pod zkratkou Sciences Po. Poté získala diplom na elitní Národní škole administrativy (École Nationale d'Administration - ENA) se sídlem ve Štrasburku, ročník Voltaire.
Od konce 70. let do roku 2007 byla životní družkou politika Socialistické strany a pozdějšího 24. prezidenta Francouzské republiky Françoise Hollanda, se kterým se seznámila při studiu na ENA. Royalová a Hollande mají spolu čtyři děti.

## Politická kariéra
- 1978 – Vstupuje do francouzské Socialistické strany
- 1983–1988 – Zaměstnána v sekretariátu prezidenta François Mitterranda
- 1988 – Poprvé zvolena poslankyní v departamentu Deux-Sèvres (do té doby pravicový volební obvod)

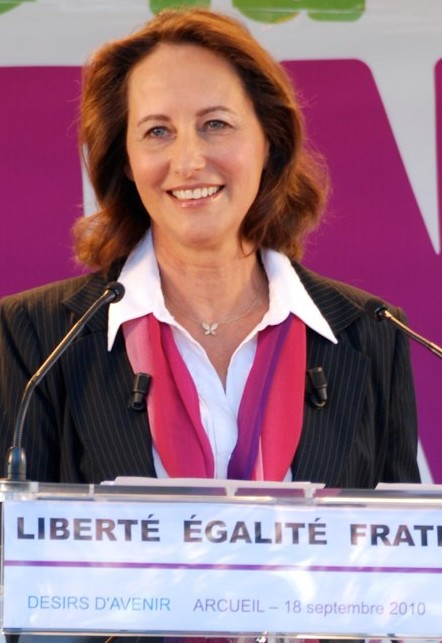
Ségolène Royalová, francouzská ministryně pro životní prostředí a energetiku

- Ségolène Royalová, francouzská ministryně pro životní prostředí a energetiku1992–1993 – Ministryně životního prostředí ve vládě Pierre Bérégovoy
- 1997–2000 – Ministryně pověřená školstvím (l’Enseignement scolaire) při ministerstvu školství (Ministère de l'Éducation nationale, de l'Enseignement supérieur et de la Recherche) ve vládě Lionela Jospina
- 2000–2002 – Ministryně pověřená agendou rodiny a mládeže (Ministre déléguée à la Famille et à l'Enfance) ve vládě Lionela Jospina
- od 2004 – Prezidentka Regionální rady regionu Poitou-Charentes (tradičně spíše na pravici)
- 2006 – Ve vnitrostranických primárkách pro prezidentské volby porazila své protikandidáty bývalého premiéra Laurenta Fabiuse a bývalého ministra financí Dominiqua Strausse-Kahna.
- 2007 – Kandidátka Socialistické strany na funkci prezidenta republiky. V prezidentských volbách na přelomu dubna a května 2007 byla však v druhém kole poražena kandidátem pravicové UMP (Unie pro lidové hnutí) Nicolasem Sarkozym (1. kolo: 25 %, 2. kolo: 47 %).
- 2014 – Ministryně pro životní prostředí a energetiku ve vládě ministerského předsedy Manuela Vallse.

## Odkazy

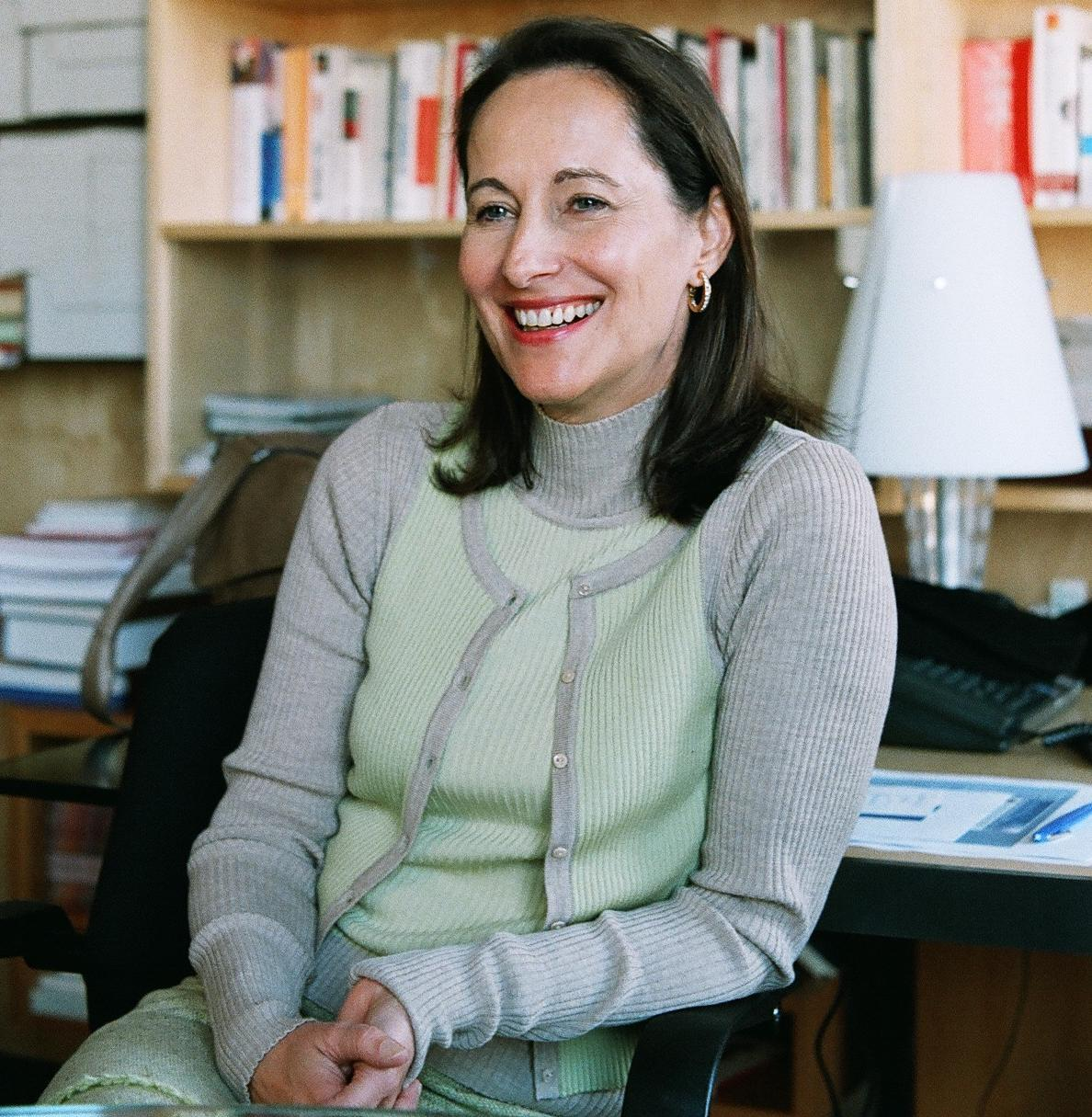
Ségolène Royalová